# はるか (桜)
はるか（ハルカ 学名：Cerasus Sato-zakura Group ‘Haruka’ Katsuki、シノニム：Cerasus serrulata ‘Haruka’）はバラ科サクラ属のサクラ。オモイガワ（思川）の実生から育成された栽培品種のサトザクラ群のサクラで日本原産のヤエザクラ。森林研究・整備機構（森林総合研究所）が育成し、原木は多摩森林科学園にある。

## 特徴

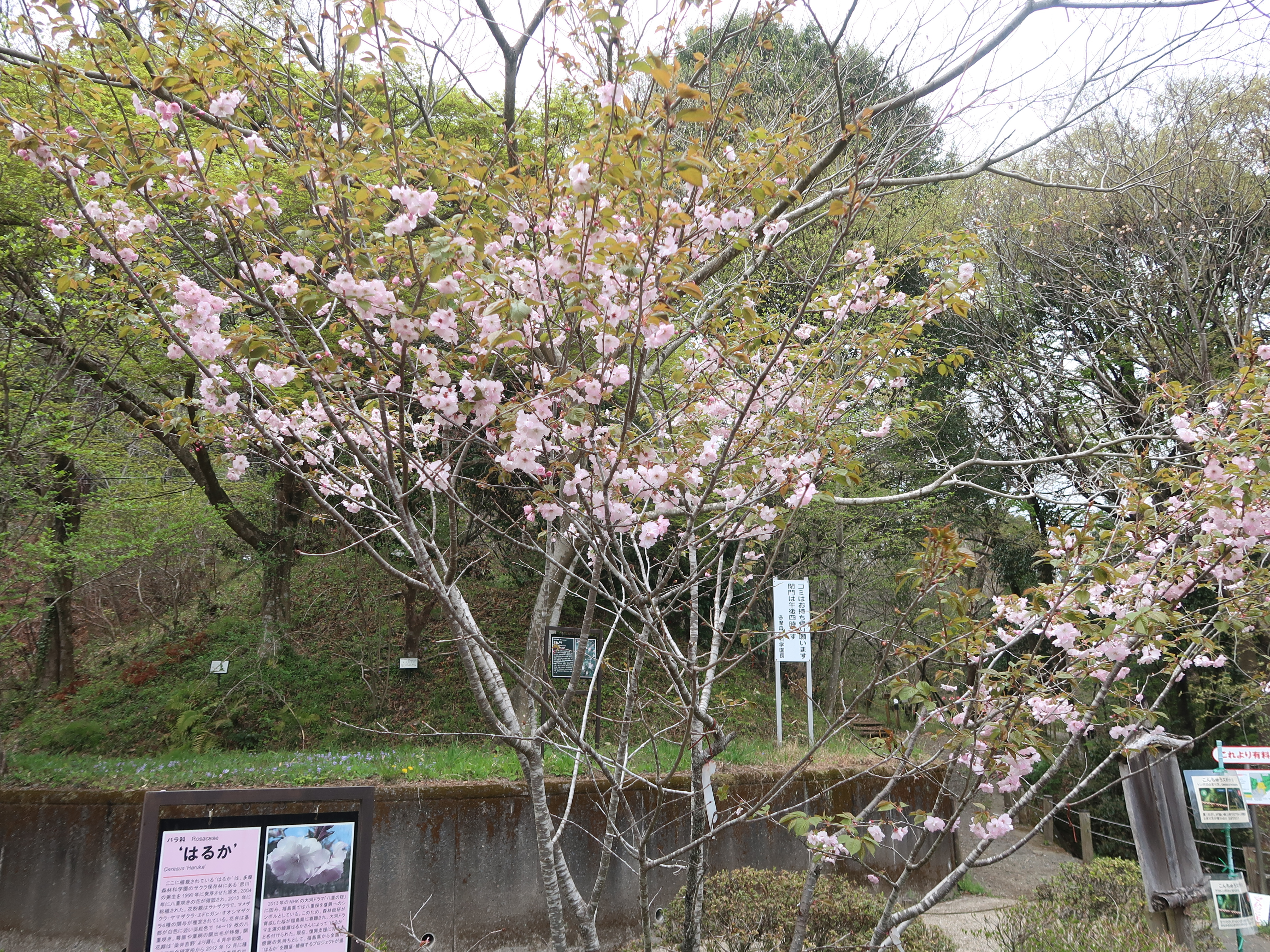
多摩森林科学園のはるかの原木Flowering Haruka (Cherry) original tree

多摩森林科学園で育成されたサトザクラの一つ。森林総合研究所の遺伝子解析によると、母親はオモイガワ（思川）、花粉親はタオヤメ（手弱女）と推定され、オモイガワの両親は ジュウガツザクラ（十月桜）とソメイヨシノ（染井吉野）、タオヤメの両親はオオシマザクラ（大島桜）とヤマザクラ（山桜）と推定される。さらにジュウガツザクラの両親はマメザクラ（豆桜）とエドヒガン（江戸彼岸）、ソメイヨシノの両親はエドヒガンとオオシマザクラである。このため、はるかは遺伝的にはマメザクラ・エドヒガン・オオシマザクラ・ヤマザクラの4種の野生種が関与していることになる。花弁は基部が白色に近い淡紅 色で14～19枚の八重咲き。開花期はソメイヨシノより遅く4月中旬頃。
2013年（平成25年）に放送されたNHKの大河ドラマ『八重の桜』に因み、福島県ではヤエザクラを復興へのシンボルとしている。このため、森林総合研究所が育成した桜‘はるか’ が福島県に寄贈され、大河ドラマ主演の綾瀬はるかにより‘はるか’と名付けられた。
現在、復興支援に対する感謝の気持ちとして、福島県から全国に‘はるか’を贈呈・植樹するプロジェクトが進められている。
種苗法に基づく品種登録も行われており（登録番号28477号）、また、農林水産省本省（中央合同庁舎第1号館）の正面にもこの‘はるか’が植えられ展示されている。

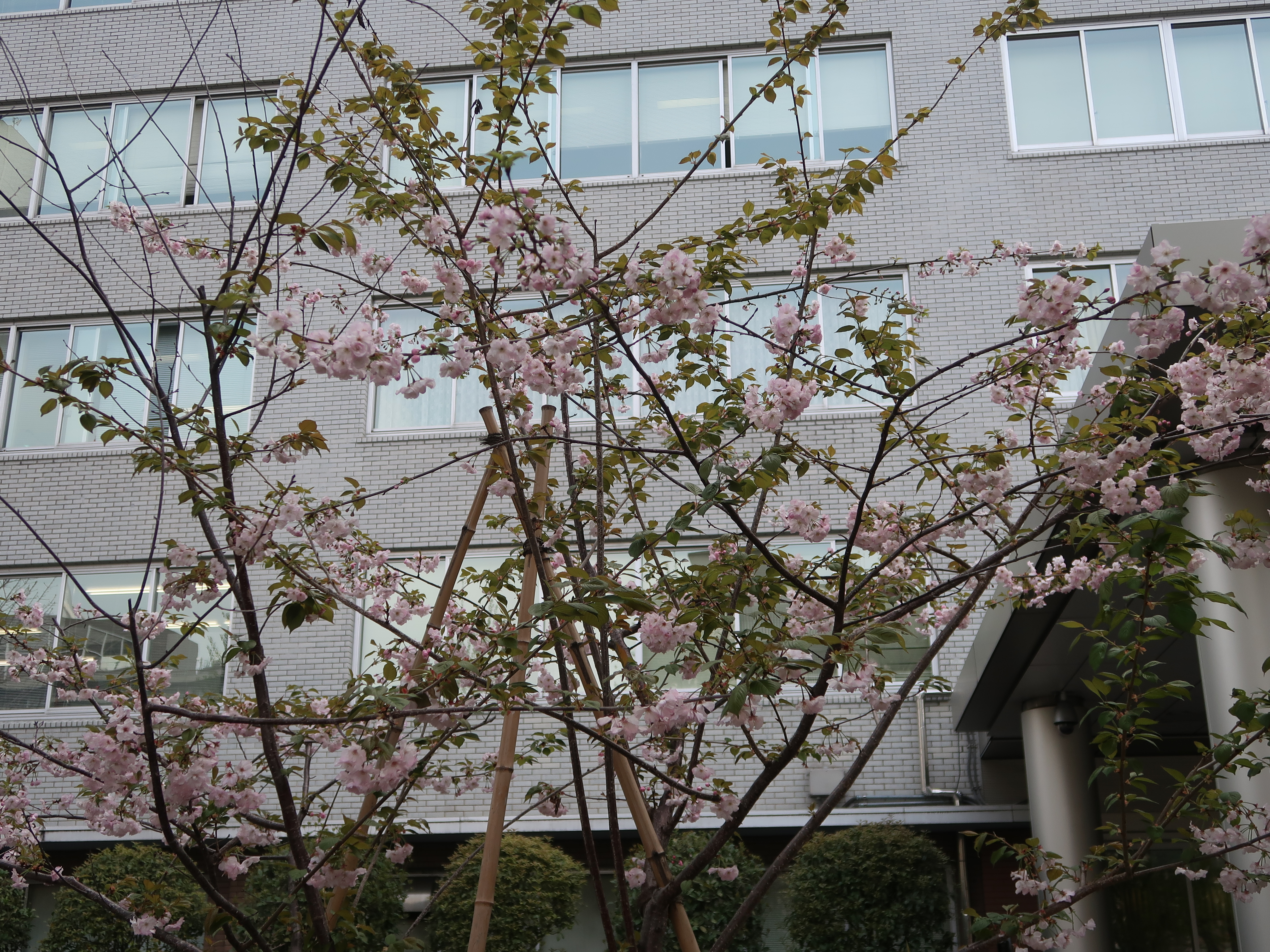
農林水産本省前のはるかFlower of Haruka (Cherry) in front MAFF